# Заозерье (Воскресенский район)
Заозерье — деревня в составе Нестиарского сельсовета в Воскресенском районе Нижегородской области.

## География
Находится в правобережье Ветлуги на расстоянии примерно 31 километров по прямой на юг от районного центра поселка  Воскресенское. Располагается на западном берегу озера Нестиарское.

## История
Деревня упоминается с 1795 года, когда в деревне, принадлежавшей помещику П.А.Собакину, учтено было 10 дворов и 54 жителя. Первоначально называлось Хохлово по прозвищу первопоселенцев. Последним владельцем деревни был Н.Я.Стобеус. Входила в Макарьевский уезд Нижегородской губернии. Нынешнее название по расположению деревни у озера Нестиарское к волостному центру селу Нестиары. В 1859 году в деревне было учтено дворов 12, жителей 65, в 1911 – 23 двора, в 1925 году 191 житель.

## Население
Постоянное население  составляло 105 человек (русские 99%) в 2002 году, 68 в 2010 .